# 蝴蝶魚科
蝴蝶魚科（學名：Chaetodontidae）為輻鰭魚綱蝴蝶魚目的一個科，傳統上為鱸形目。蝴蝶魚俗称热带鱼，是近海暖水性小型珊瑚礁鱼类，体型最大的细纹蝴蝶鱼可达30多厘米。蝴蝶鱼身体侧扁，可以在珊瑚丛中敏捷地穿梭。

## 分布
本科廣泛地分布在全世界具有珊瑚礁的地區。

## 深度
從低潮帶到數十公尺深皆可發現本科的蹤跡。

## 特徵
本科魚種體型呈菱形或近於橢圓形，且非常側扁。口小，開於吻端，略能伸縮。體被中形或小型之弱櫛鱗或圓鱗，腹鰭下方有腋鱗。側線1條，完全且呈弧形，但不甚明顯。齒細長，在上下頜或刷毛狀狹長帶，腭骨無齒，前鰓蓋緣平滑，幼魚可能呈鋸齒或有棘，但成長後即消失。幼魚因頭部被有骨質板稱之Tholichthys。蝶魚的體色也會隨成長而略有變化。但不像棘蝶魚變化那麼大。有趣的是，大多數蝶魚小時，它們的背鰭或身體後方常有一偽裝用的眼斑，這個眼斑到成魚後即消失。它的作用是用來矇騙掠食者，使他們误將尾部當做頭部而發動錯誤的攻擊。此外，大部分蝶魚在眼睛上還有一條黑色縱帶穿過，亦有將頭部偽裝以使欺敵之作用。只有少數種類的體型從小到大會發生改變。並且，蝴蝶魚是海葵的主要天敵之一。

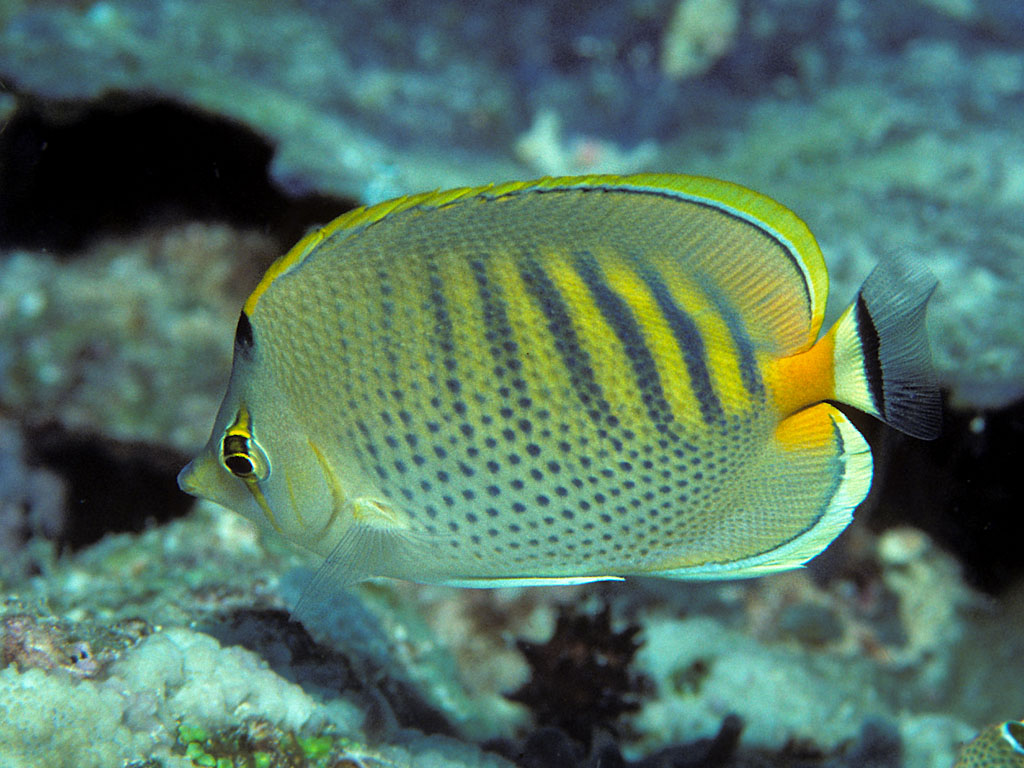
點斑橫帶蝴蝶魚 Chaetodon punctatofasciatus
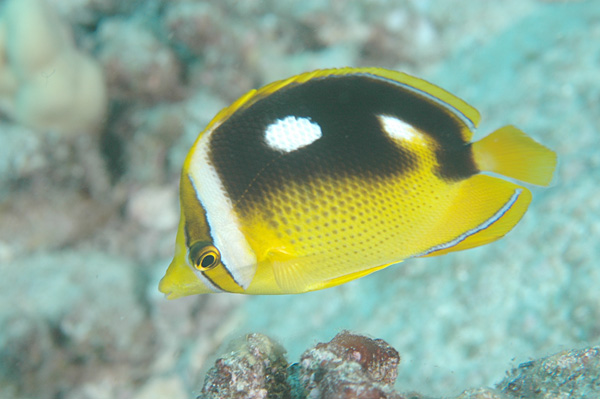
四點蝴蝶魚 Chaetodon quadrimaculatus
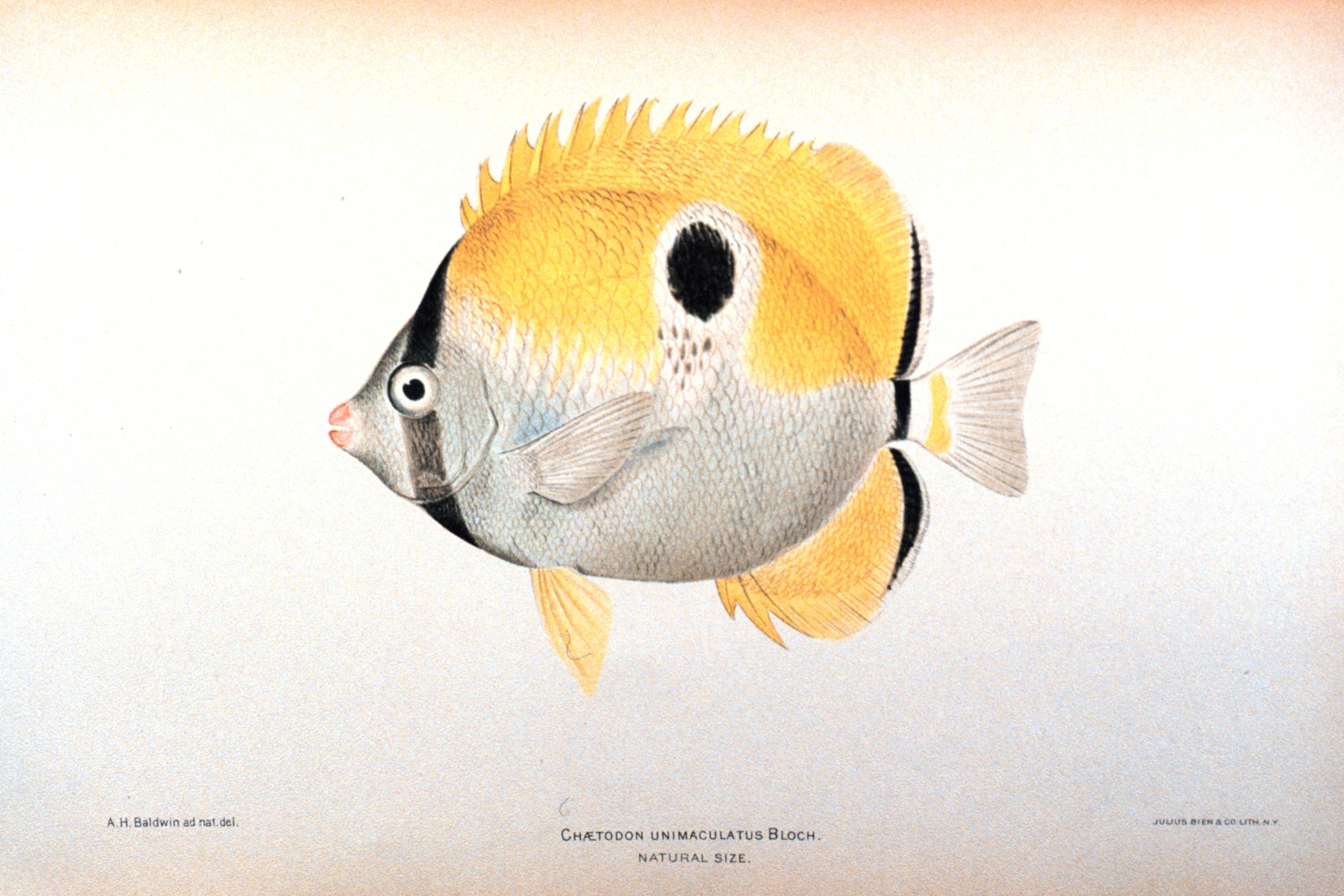
一點蝴蝶魚 Chaetodon unimaculatus
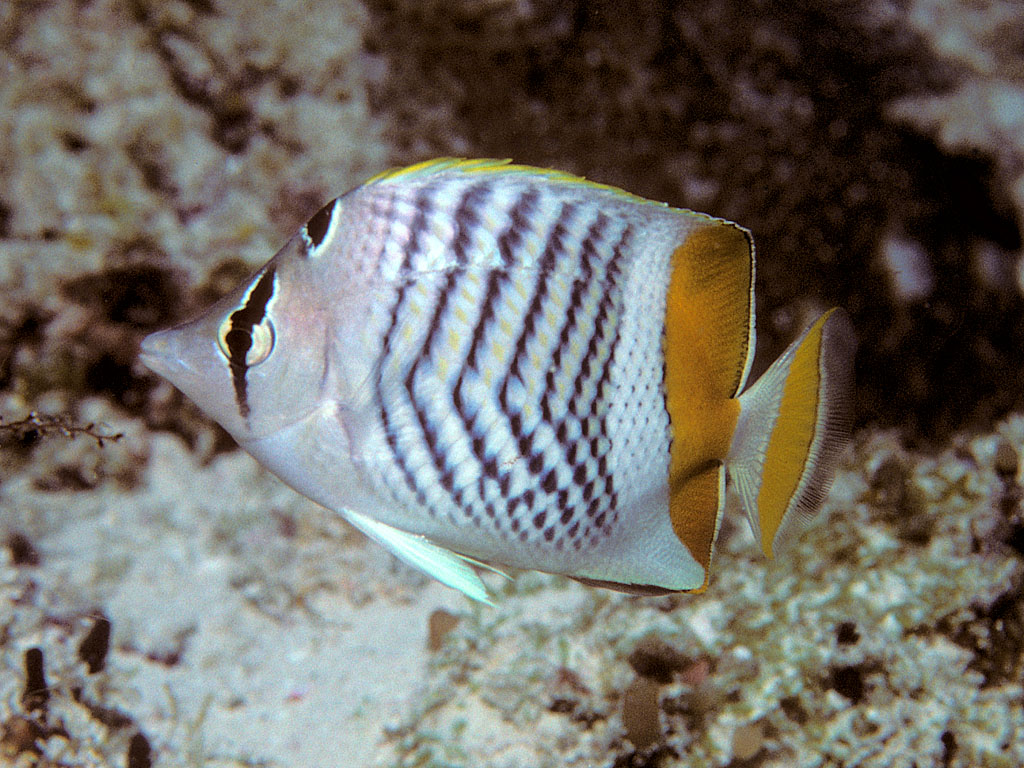
馬達加斯加蝴蝶魚 Chaetodon madagaskariensis

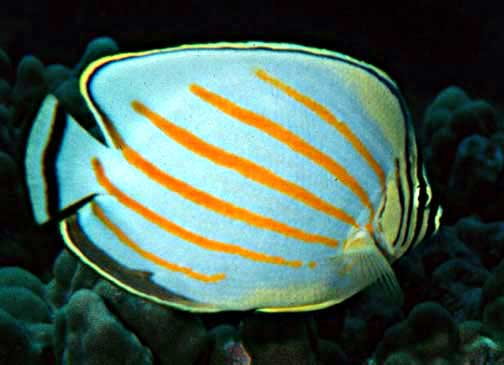
華麗蝴蝶魚 Chaetodon ornatissimus
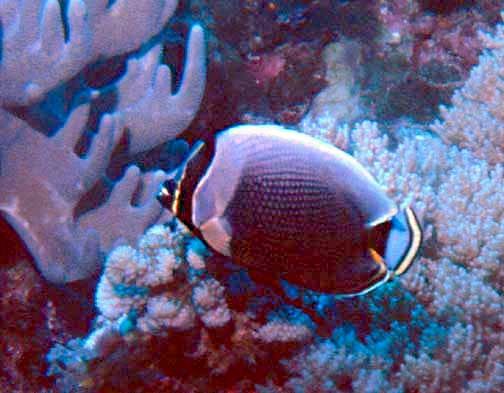
網紋蝴蝶魚 Chaetodon reticulatus
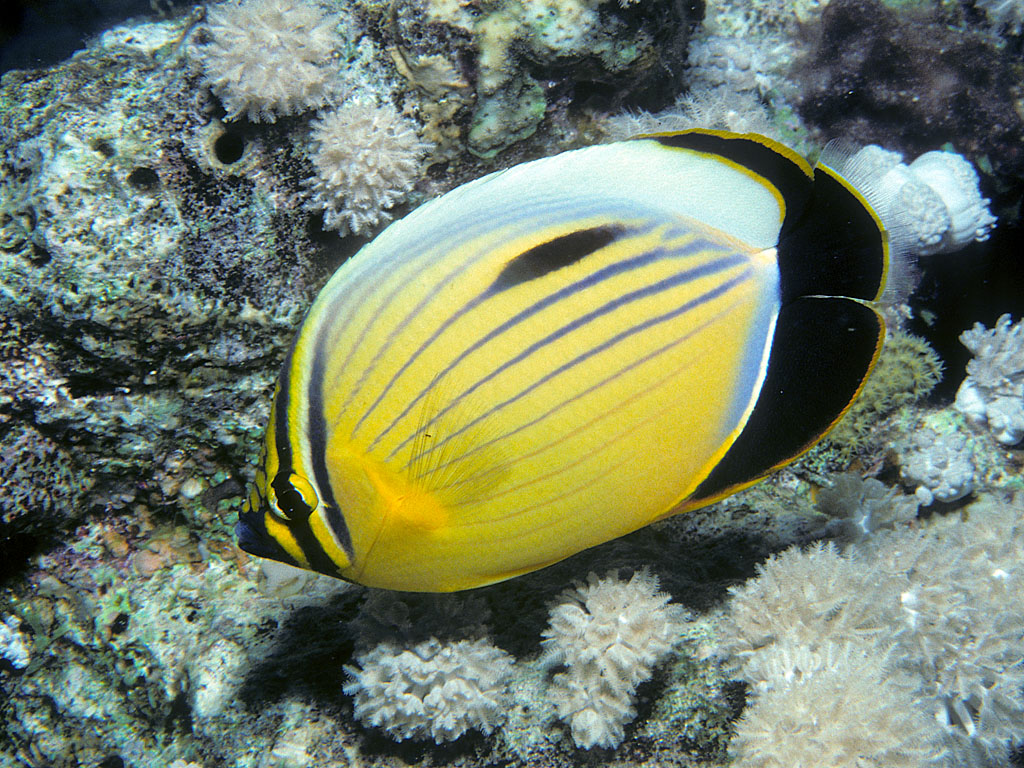
紅海蝴蝶魚 Chaetodon austriacus
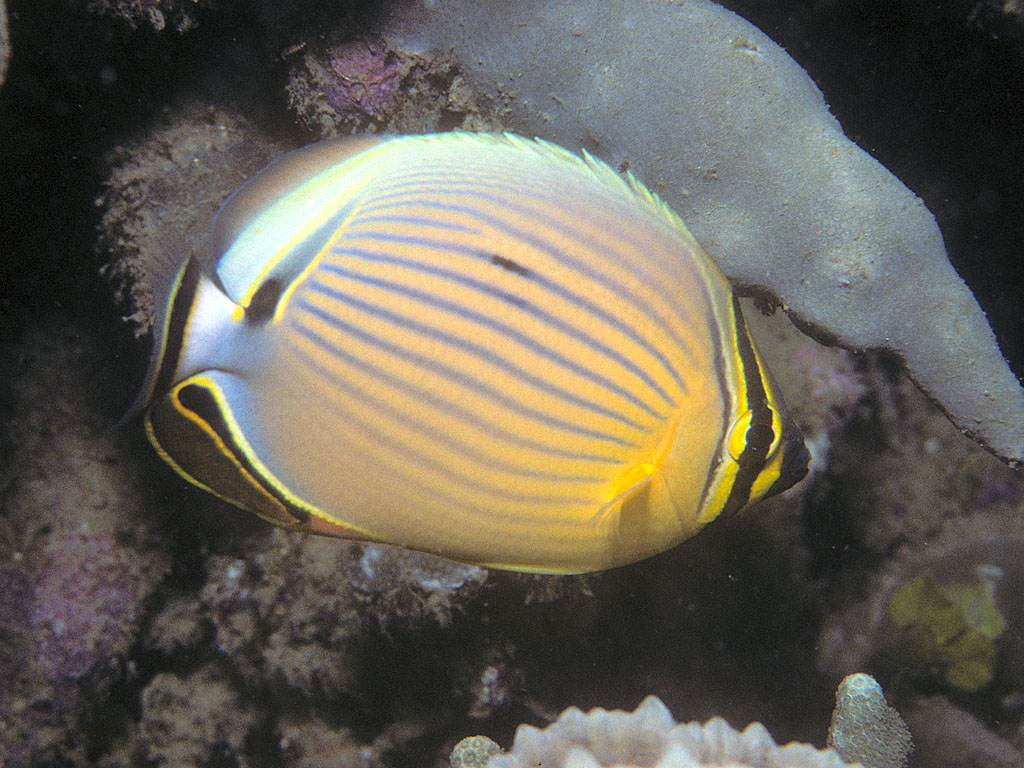
弓月蝴蝶魚 Chaetodon lunulatus
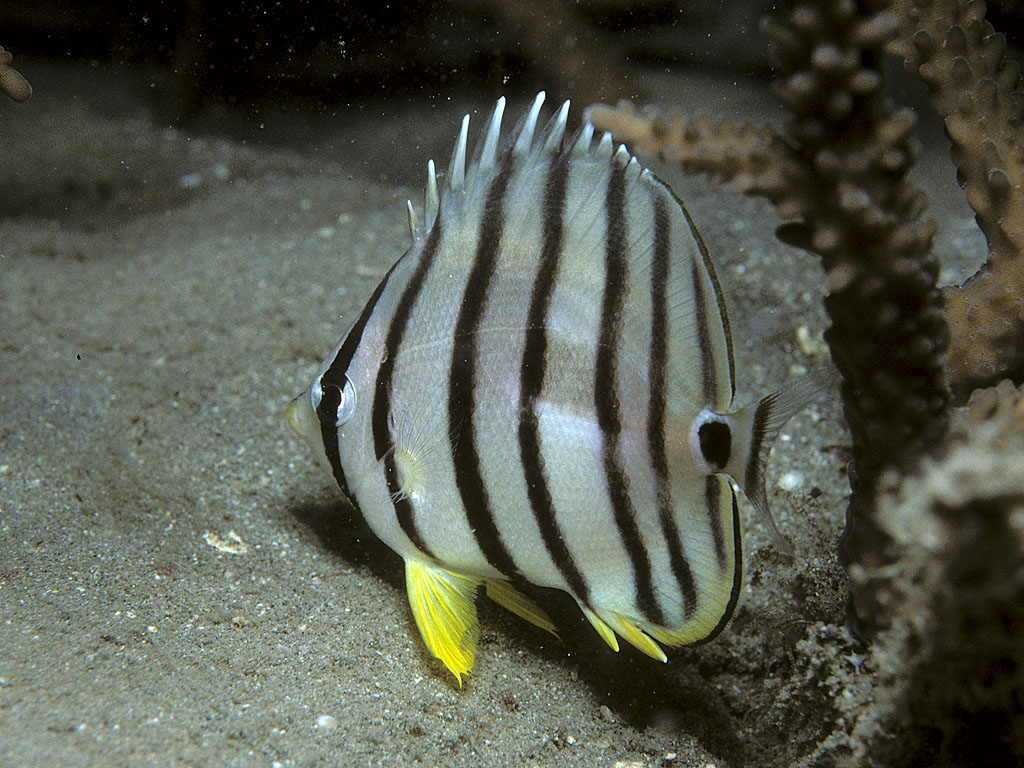
八帶蝴蝶魚 Chaetodon octofasciatus
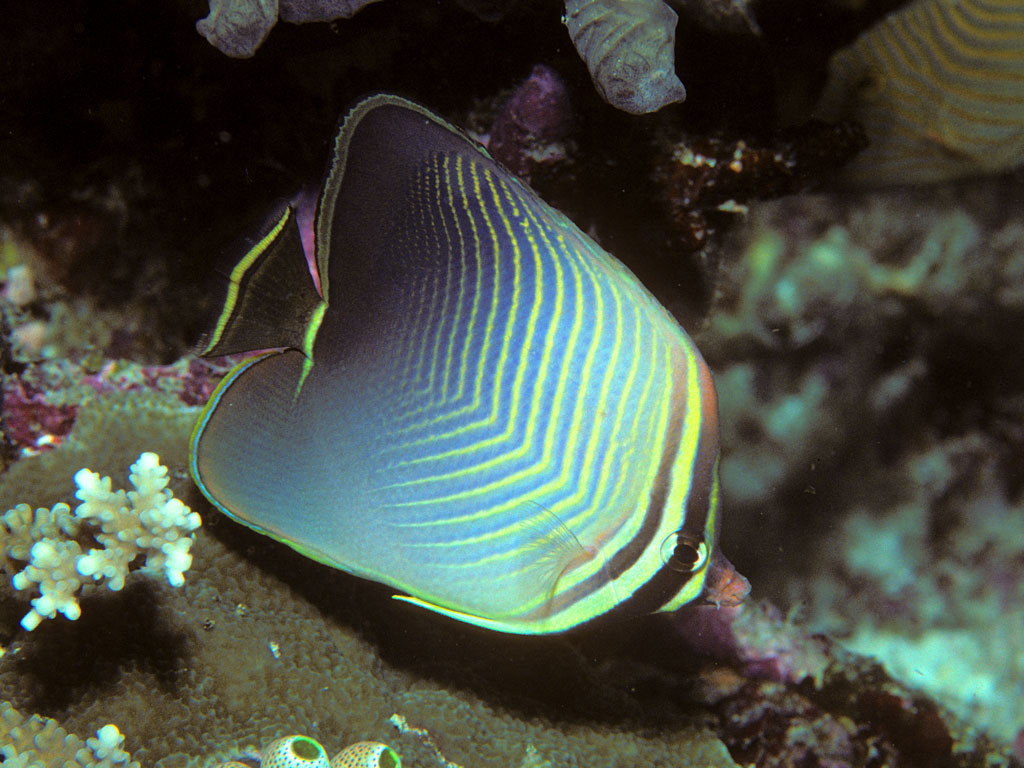
曲紋蝴蝶魚 Chaetodon baronessa
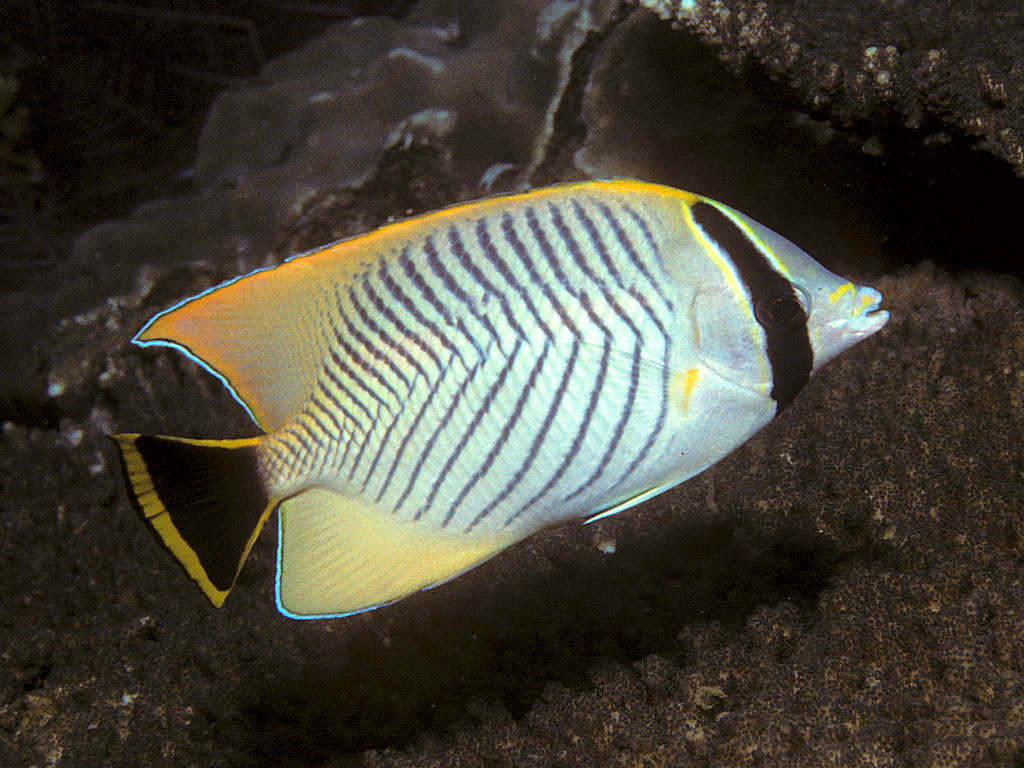
川紋蝴蝶魚 Chaetodon trifascialis
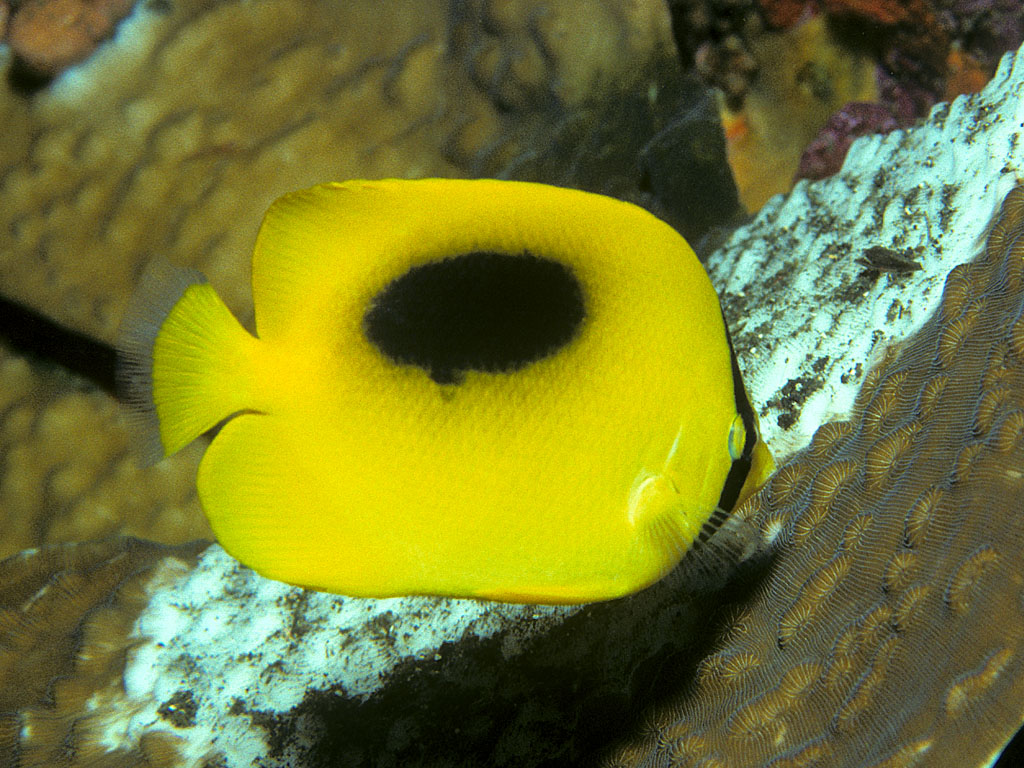
鏡斑蝴蝶魚 Chaetodon speculum

## 分類
蝴蝶魚科其下分13個屬，如下：

### 雙蝶魚屬(Amphichaetodon)
- 寬帶雙鰈魚 Amphichaetodon howensis
- 窄帶雙蝶魚 Amphichaetodon melbae

### 鑽嘴魚屬(Chelmon)
也称管嘴魚屬。
- 緣鑽嘴魚 Chelmon marginalis ：又稱緣管嘴魚。
- 黑鰭鑽嘴魚 Chelmon muelleri ：又稱黑鰭管嘴魚。
- 鑽嘴魚 Chelmon rostratus ：又稱長吻鉆嘴魚、長吻管嘴魚。

### 鑷蝶魚屬(Chelmonops)
- 尖嘴鑷蝶魚 Chelmonops curiosus
- 截尾鑷蝶魚 Chelmonops truncatus

### 少女魚屬(Coradion)
- 褐帶少女魚 Coradion altivelis
- Coradion calendula Matsunuma, Motomura & Seah, 2023[3]
- 金斑少女魚 Coradion chrysozonus (ex. Kuhl & Van Hasselt) in Cuvier & Valenciennes, 1831 ：又稱少女魚。
- 雙點少女魚 Coradion melanopus

### 鑷口魚屬(Forcipiger)
- 黃鑷口魚 Forcipiger flavissimus
- 鑷口魚 Forcipiger longirostris ：又稱長吻鑷口魚。
- 沃納氏鑷口魚 Forcipiger wanai

### 霞蝶魚屬(Hemitaurichthys)
- 多棘霞蝶魚 Hemitaurichthys multispinosus
- 多鱗霞蝶魚 Hemitaurichthys polylepis ：又稱銀斑蝶魚。
- 湯氏霞蝶魚 Hemitaurichthys thompsoni
- 霞蝶魚 Hemitaurichthys zoster

### 立旗鯛屬(Heniochus)
也称作馬夫魚屬。
- 白吻雙帶立旗鯛 Heniochus acuminatus ：又稱馬夫魚。
- 三帶立旗鯛 Heniochus chrysostomus ：又稱金口馬夫魚。
- 多棘馬夫魚 Heniochus diphreutes
- 紅海馬夫魚 Heniochus intermedius
- 烏面立旗鯛 Heniochus monoceros ：又稱單角馬夫魚。
- 印度洋馬夫魚 Heniochus pleurotaenia
- 單棘立旗鯛 Heniochus singularius ：又稱四帶馬夫魚。
- 黑身立旗鯛 Heniochus varius ：又稱白帶馬夫魚。

### 約翰蘭德蝴蝶魚屬(Johnrandallia)
- 約翰蘭德蝴蝶魚 Johnrandallia nigrirostris

### 副蝴蝶魚屬(Parachaetodon)
- 副蝴蝶魚 Parachaetodon ocellatus

### 羅蝶魚屬(Roa)
- 澳洲羅蝶魚 Roa australis
- 夏威夷羅蝶魚 Roa excelsa ：又稱夏威夷蝴蝶魚。
- 傑氏羅蝶魚 Roa jayakari ：又稱印度蝴蝶魚。
- Roa haraguchiae Uejo, Senou & Motomura, 2020[4]
- Roa rumsfeldi Rocha, Pinheiro, Wandell, Rocha & Shepherd, 2017[5]

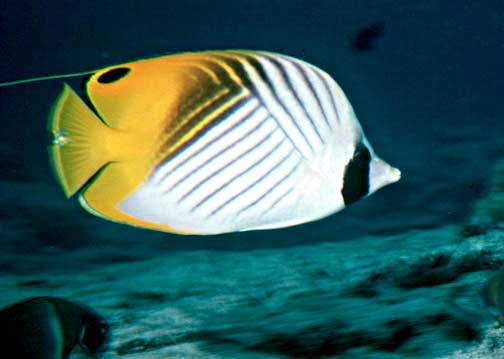
揚旛蝴蝶魚 Chaetodon auriga
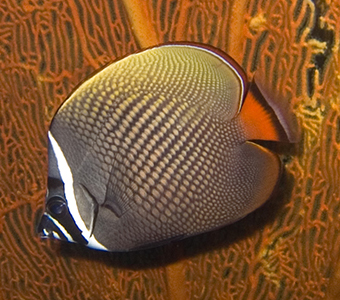
領蝴蝶魚 Chaetodon collare
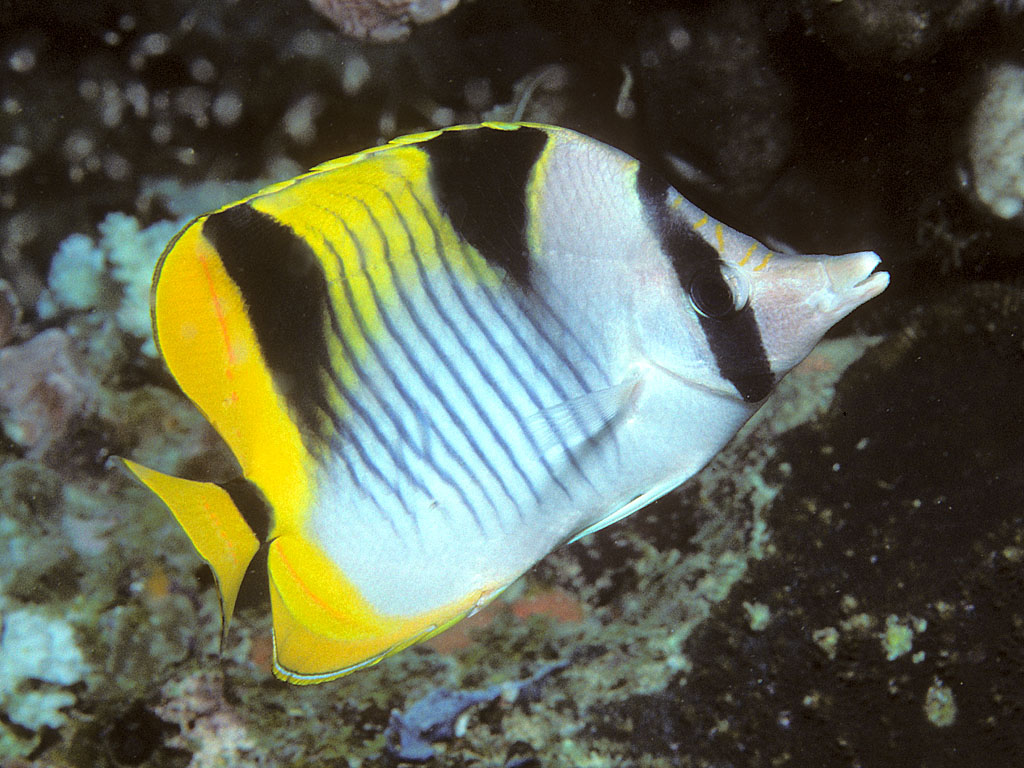
紋帶蝴蝶魚 Chaetodon falcula
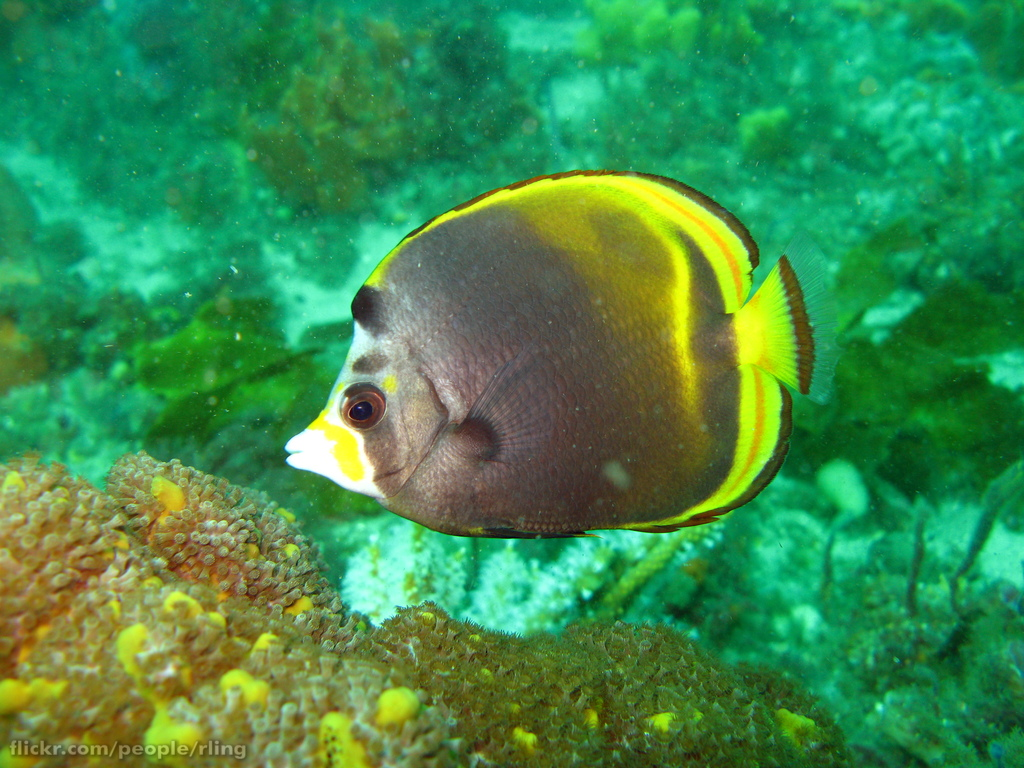
黃吻蝴蝶魚 Chaetodon flavirostris
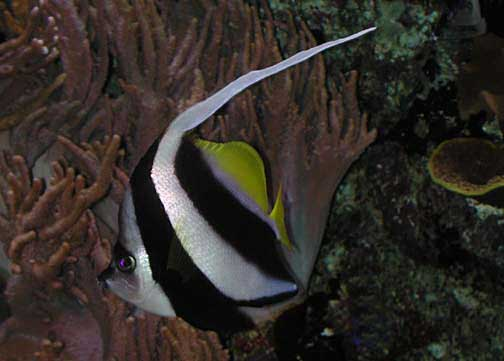
多棘馬夫魚Heniochus diphreutes
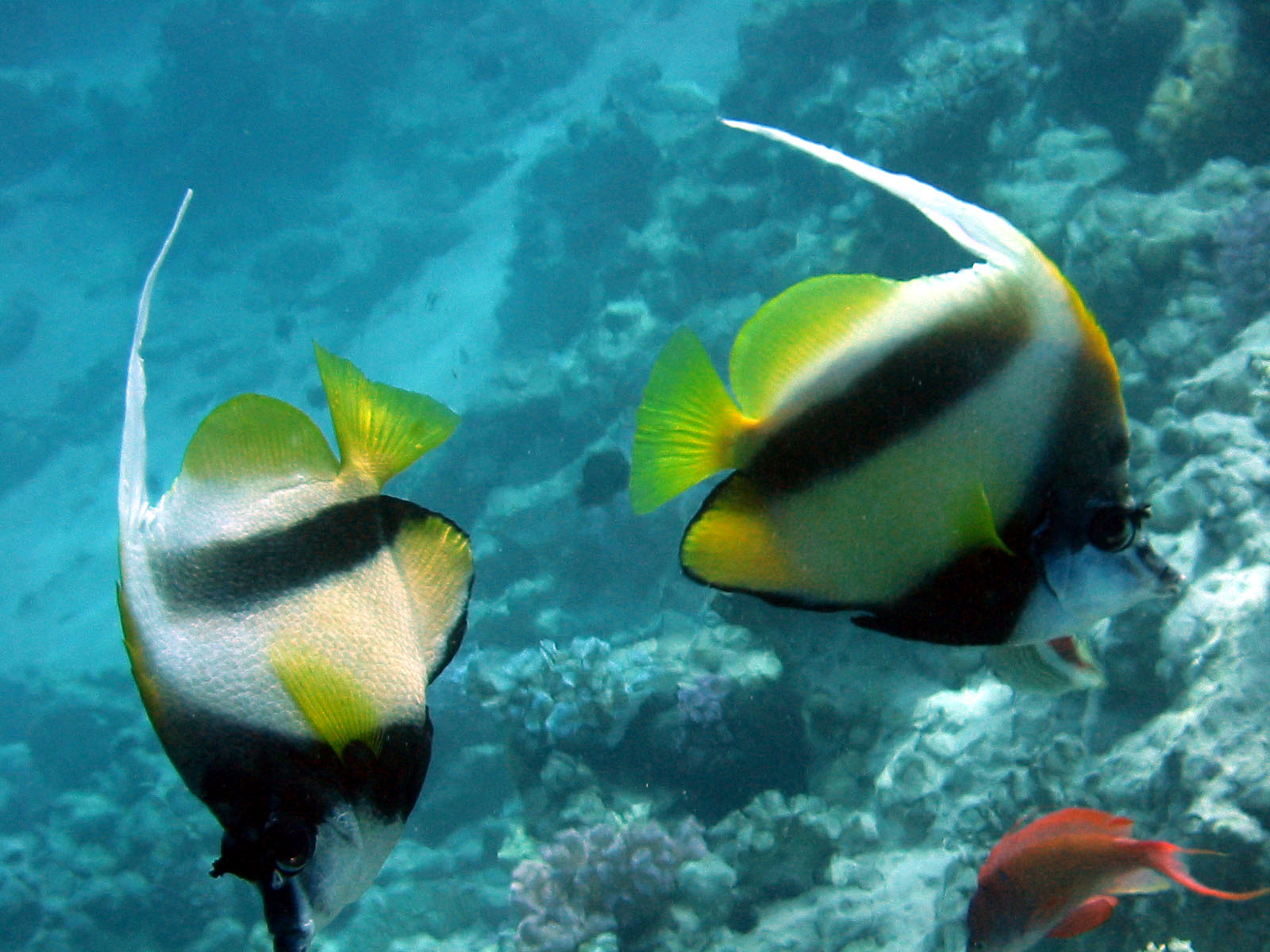
紅海馬夫魚Heniochus intermedius
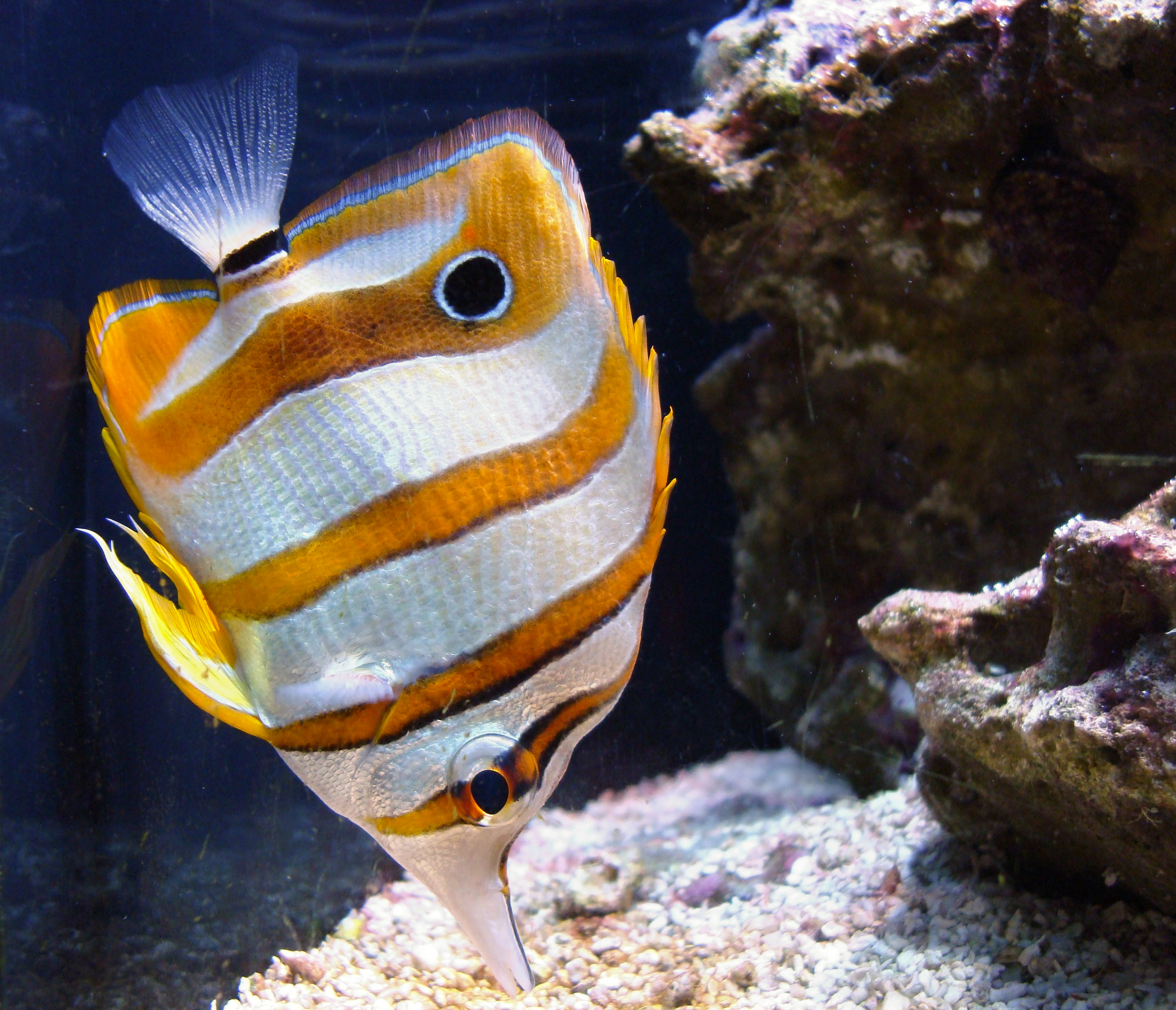
鑽嘴魚 Chelmon rostratus
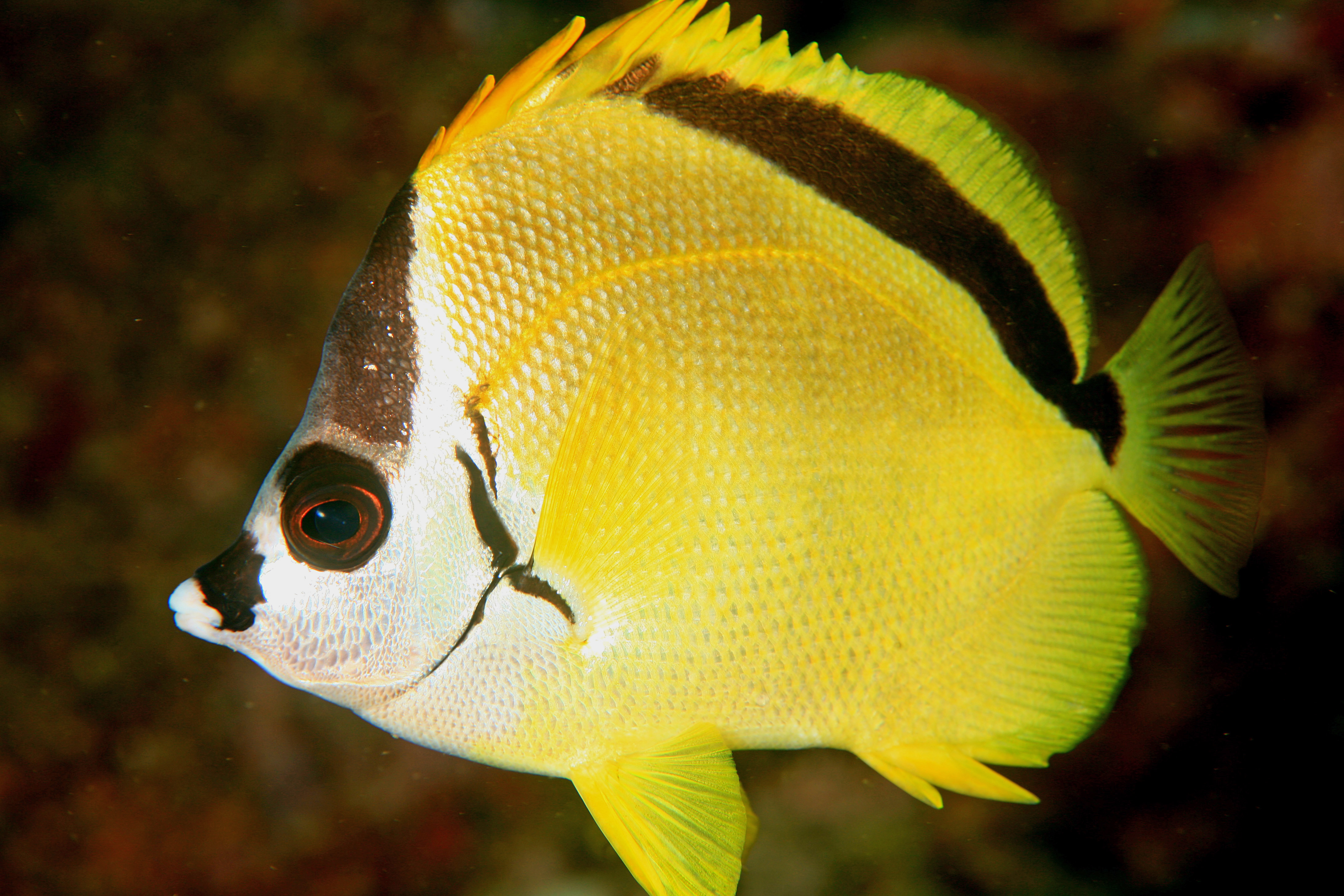
約翰蘭德蝴蝶魚Johnrandallia nigrirostris
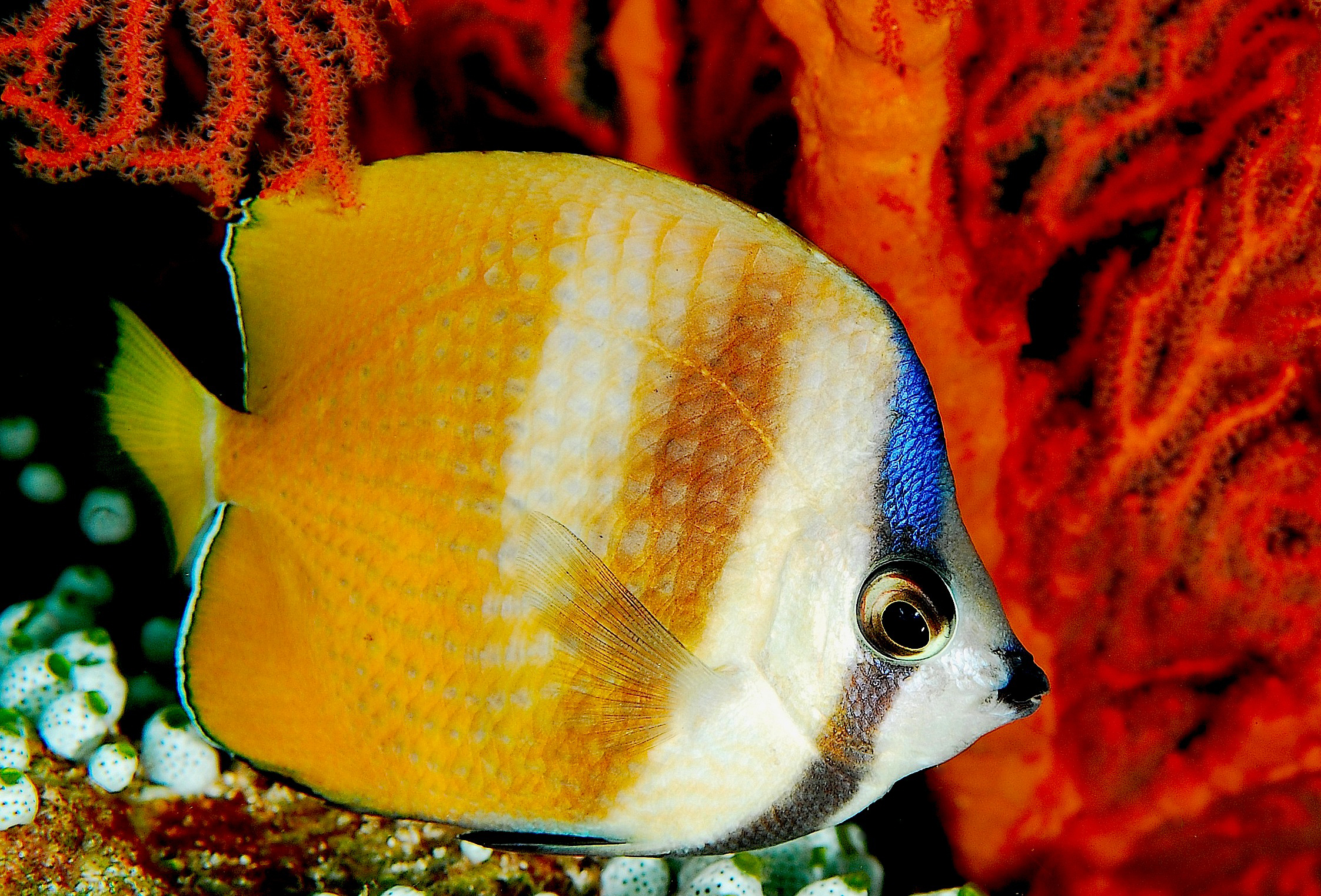
克氏蝴蝶魚 Chaetodon kleinii
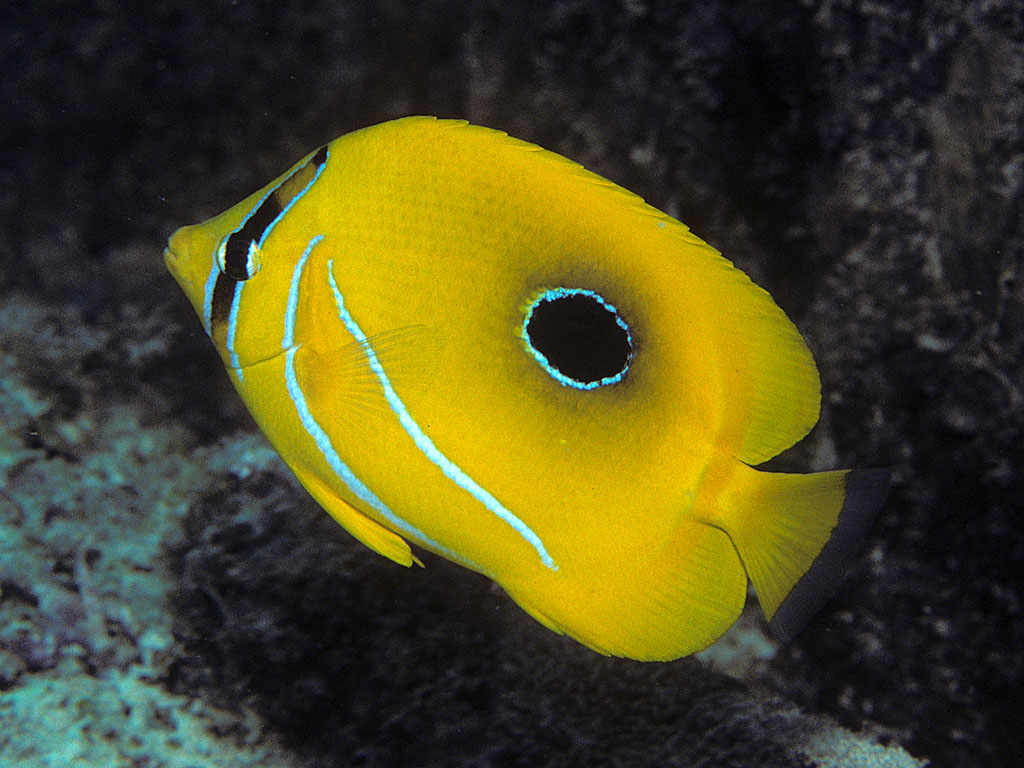
本氏蝴蝶魚 Chaetodon bennetti

## 生態
蝶魚絕大多數都是日行性魚類，在白天覓食，夜間休息。蝶魚覓食時有時是獨游，有時成對，有時群游。它們的食性範圍甚廣，從在水層中揀食浮游生物，或在礁岩表面啄食躲藏在礁縫中的小型無脊椎動物及藻類，到只吃活珊瑚上的水螅等皆有。由於蝶魚居無定所，難以追蹤它們的生態行為，明顯可知的是它們的配對行為(Pairing)，對個體不豐盛的蝶魚，可增加繁殖成功的機會。此外，蝶魚的生活史上有經長期漂流的生活習性，所以人工繁殖不易。

## 經濟利用
本科屬於小型的觀賞魚類，頗受歡迎，部分物种在原产地偶作食用鱼。